# Отворено првенство Катара за жене 2008 — појединачно
Катар тотал опен 2008. (Qatar Total Open) је један од професионалних женских ВТА тениских турнира који се одржава од 2001. године у Дохи. Овогодишњи осми Катар тотал опен одржаће се 18. фебруара и први пут је сврстан у прву категорију женских тениских турнира.
Турнир се одржава на отвореним теренима Khalifa међународног тениског комплекса са тврдом подлогом. Наградни фонд је 2.500,000 долара. Учествује 56 играчица из 24 земље. Највише представника има Русија, 13.
Занимљивост са турнира је што је двадесетогодишња израелска тенисерка Шахар Пер постала први спортиста своје земље у Дохи прекршивши тако неписано правило о неигрању израелски спортиста у арапским земљама Персијског залива.
Прошлогодишња победница белгијанка Жистин Енен неће бранити титулу.
Победница турнира 2008. је руска тенисерка Марија Шарапова, која је у финалу победила своју земљакињу Веру Звонарјову резултатом 2:1 (6-1, 2-6, 6-1).

## Списак носилаца
| #   | Име                             | Резултат успешности | Резултат успешности                |
| --- | ------------------------------- | ------------------- | ---------------------------------- |
| 1   | Ана Ивановић Србија (2)         | 3. коло (пред)      | Агњешка Радвањска Пољска (20)      |
| 2   | Светлана Кузњецова Русија (3)   | 3. коло             | Сибила Бамер Аустрија (18)         |
| 3   | Јелена Јанковић Србија (4)      | четвртфинале        | Ли На Кина (29)                    |
| 4   | Марија Шарапова Русија (5)      | финале              | Победница турнира                  |
| 5   | Ана Чакветадзе Русија {6}       | 2. коло             | Ли На Кина (29)                    |
| 6   | Винус Вилијамс САД (7)          | 3. коло             | Доминика Цибулкова Словачка (45)   |
| 7.  | Данијела Хантухова Словачка (8) | одустала            |                                    |
| 8   | Марион Бартоли Француска (9)    | 2 коло              | Каролина Возњацки Данска (53)      |
| 9   | Пати Шнидер Швајцарска (13)     | 2. коло             | Доминика Цибулкова Словачка (45)   |
| 1о  | Нађа Петрова Русија (14)        | 1. коло             | Анабел Медина Гаригес Шпанија (31) |
| 11  | Динара Сафина Русија (15        | 3. коло             | Вера Звонарјова Русија             |
| 12  | Шахар Пер Израел (17)           | 3. коло             | Ли На Кина                         |
| 13  | Агнеш Савај Мађарска (18)       | 1. коло             | Ај Сугијама Јапан (41)             |
| 14  | Амели Моресмо Француска {19}    | 2. коло             | Тамарин Тамасугарн Тајланд (101)   |
| 15  | Сибила Бамер Аустрија (20)      | четвртфинале        | Вера Звонарјова Русија             |
| 16. | Агњешка Радвањска Пољска (21)   | полуфинале          | Марија Шарапова Русија             |

Број у загради означава пласман на ВТА листи 11. фебруара 2008.
Пред почетак турнира Данијела Хантухова је одустала и на њено место као 17 носилац постављена је Франческа Скијавоне из Италије.

## Прво коло
18 и 19. фебруар
| бр. меча | 1. играч                         | Резултат                 | 2. играч                      |
| 1.       | Ана Ивановић Србија (1)          |                          | слободна                      |
| 2.       | Олга Говорцова Белорусија        | 4-6, 7-6(5), 3-2 (пред.) | Сања Мирза Индија             |
| 3.       | Татјана Гарбин Италија           | 6-2, 7-5                 | Уршула Радвањска Пољска(КВ)   |
| 4.       | Акико Моригами Јапан             | 5-7, 0-6                 | Агњешка Радвањска Пољска (16) |
| 5.       | Пати Шнидер Швајцарска (9)       | 6-4, 6-0                 | Тамира Пасек Аустрија         |
| 6.       | Луција Шафарова Чешка            | 4-6, 3-6                 | Доминика Цибулкова Словачка   |
| 7.       | Карин Кнап Италија               | 6-1, 6-4                 | Јулија Гергес Немачка (ВК)    |
| 8.       | слободна                         |                          | Винус Вилијамс САД (8)        |
| 9        | Марија Шарапова Русија(5)        |                          | слободна                      |
| 10.      | Галина Воскобојева Русија (КВ)   | 6-1, 7-6(6)              | Елени Данилиду Грчка          |
| 11.      | Ангелика Кербер Немачка (ВК)     | 6-7(3), 4-6              | Тамарин Тамасугарн Тајланд    |
| 12.      | Забине Лизики Немачка (ВК)       | 6-7(2), 3-6              | Амели Моресмо Француска (14)  |
| 13.      | Нађа Петрова Русија (10)         | 2-6, 2-1 (пред.)         | Анабел Медина Гаригес Шпанија |
| 14.      | Марија Кириленко Русија          | 6-3, 5-7, 6-0            | Екатерина Макарова Русија(ЛЛ) |
| 15.      | Јунг Џан Чан                     | 6-3, 2-6, 3-6            | Каролина Возњацки Данска      |
| 16.      | слободна                         |                          | Марион Бартоли Француска (8)  |
| 17.      | Ана Чакветадзе Русија (6)        |                          | слободна                      |
| 18.      | Ли На Кина                       | 6-1, 0-6, 6-4            | Јелена Лиовцева Русија        |
| 19.      | Сун Тјентјен Кина (КВ)           | 7-6(5), 6-7(2), 3-6      | Виржини Разано Француска      |
| 20.      | Андреја Клепач Словенија (ЛЛ)    | 3-6, 4-6                 | Шахар Пер Израел (12)         |
| 21.      | Агнеш Савај Мађарска (16)        | 6-7(3), (0-6)            | Ај Сугијама Јапан             |
| 22.      | Ајуми Морита Јапан (КВ)          | 6-3, 6-4                 | Јелена Веснина Русија         |
| 23.      | Ђе Џенг Кина (КВ)                | 4-6, 6-4, 1-6            | Јарослава Шведова Русија (КВ) |
| 24.      | слободна                         |                          | Јелена Јанковић Србија (3)    |
| 25.      | Франческа Скијавоне Италија (17) |                          | слободна                      |
| 26.      | Вера Звонарјова Русија           | 6-0, 6-3                 | Анастасија Родионова Русија   |
| 27.      | Вера Душевина Русија             | 3-6, 6-4, 2-6            | Јен Ци Кина                   |
| 28.      | Катарина Среботник Словенија     | 2-6, 4-6                 | Динара Сафина Русија (11)     |
| 29.      | Сибила Бамер Аустрија (15)       | 6-1, 6-3                 | Аико Накамура Јапан           |
| 30.      | Моника Никулеску Румунија (КВ)   | 6-1, 6-4                 | Џули Дити САД (ЛЛ)            |
| 31.      | Натали Деши Француска            | 1-6, 6-4, 6-1            | Шуај Пенг Кина                |
| 32.      | слободна                         |                          | Светлана Кузњецова Русија (2) |

## Друго коло
19 и 20. фебруар
| бр. меча | 1. играч                         | Резултат      | 2. играч                       |
| 1.       | Ана Ивановић Србија (1)          | 6-3, 6-1      | Олга Говорцева Белорусија      |
| 2.       | Татјана Гарбин Италија           | 3-6, 3-6      | Агњешка Радвањска Пољска (16)  |
| 3.       | Пати Шнидер Швајцарска (9)       | 3-6, 4-6      | Доминика Цибулкова Словачка    |
| 4.       | Карин Кнап Италија               | 2-6, 3-6      | Винус Вилијамс САД (8)         |
| 5.       | Марија Шарапова Русија(5)        | 6-4, 4-6, 6-1 | Галина Воскобојева Русија (КВ) |
| 6.       | Тамарин Тамасугарн Тајланд       | 7-6(7), (7-5) | Амели Моресмо Француска (14)   |
| 7.       | Анабел Медина Гаригес Шпанија    | 2-6, 7-5, 6-1 | Марија Кириленко Русија        |
| 8.       | Каролина Возњацки Данска         | 6-2, 6-3      | Марион Бартоли Француска (8)   |
| 9        | Ана Чакветадзе Русија (6)        | 6-7(7), 4-6   | Ли На Кина                     |
| 10.      | Виржини Разано Француска         | 1-6, 6-7(3)   | Шахар Пер Израел (12)          |
| 11.      | Ај Сугијама Јапан                | 4-6, 6-4, 6-0 | Ајуми Морита Јапан (КВ         |
| 12.      | Јарослава Шведова Русија (КВ)    | 1-6, 6-3, 3-6 | Јелена Јанковић''' Србија (3)  |
| 13.      | Франческа Скијавоне Италија (17) | 6-2, 3-6, 4-6 | Вера Звонарјова Русија         |
| 14.      | Јен Ци Кина                      | 2-6, 1-6      | Динара Сафина Русија (11)      |
| 15.      | Сибила Бамер Аустрија (15)       | 3-6, 7-5, 6-4 | Моника Нукулеску Румунија (КВ) |
| 16.      | Натали Деши Француска            | 5-7, 5-7      | Светлана Кузњецова Русија (2)  |

## Треће коло
21. фебруар
| бр. меча | 1. играч                      | Резултат      | 2. играч                      |
| 1.       | Ана Ивановић Србија (1)       | предаја       | Агњешка Радвањска Пољска (16) |
| 2.       | Доминика Цибулкова Словачка   | 6-3, 6-3      | Винус Вилијамс САД (8)        |
| 3.       | Марија Шарапова Русија(5)     | 6-2, 6-2      | Тамарин Тамасугарн Тајланд    |
| 4.       | Анабел Медина Гаригес Шпанија | 6-3, 6-7, 3-6 | Каролина Возњацки Данска      |
| 5.       | Ли На Кина                    | 6-1, 6-3      | Шахар Пер Израел (12)         |
| 6.       | Ај Сугијама Јапан             | 1-6, 2-6      | Јелена Јанковић Србија (3)    |
| 7.       | Вера Звонарјова Русија        | 7-5, 6-3      | Динара Сафина Русија (11)     |
| 8.       | Сибила Бамер Аустрија (15)    | 6-3, 7-6(8)   | Светлана Кузњецова Русија (2) |

## Четвртфинале
22. фебруар
| бр. меча | 1. играч                      | Резултат         | 2. играч                    |
| 1.       | Агњешка Радвањска Пољска (16) | 6-4, 6-7(1), 6-4 | Доминика Цибулкова Словачка |
| 2.       | Марија Шарапова Русија(5)     | 6-0, 6-1         | Каролина Возњацки Данска    |
| 3.       | Ли На Кина                    | 6-3, 6-4         | Јелена Јанковић Србија (3)  |
| 4.       | Вера Звонарјова Русија        | 2-6, 6-2, 6-0    | Сибила Бамер Аустрија (15)  |

## Полуфинале
23. фебруар
| бр. меча | 1. играч                      | Резултат      | 2. играч                  |
| 1.       | Агњешка Радвањска Пољска (16) | 4-6, 3-6      | Марија Шарапова Русија(5) |
| 2.       | Ли На Кина                    | 6-3, 3-6, 3-6 | Вера Звонарјова Русија    |

## Финале
24. фебруар
| бр. меча | 1. играч                  | Резултат      | 2. играч               |
| 1.       | Марија Шарапова Русија(5) | 6-1, 2-6, 6-0 | Вера Звонарјова Русија |